# John Adams (buntownik)

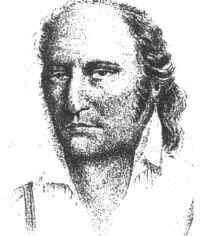
John Adams

John Adams, ps. Alexander Smith (ur. 4 grudnia 1767, zm. 5 marca 1829 w Adamstown) – buntownik z roku 1789 ze statku HMS Bounty oraz lider społeczności Pitcairn w latach 1800–1829.
Jego prawdziwe imię to John Adams, jednakże używał pseudonimu Alexander Smith, do czasu odnalezienia wyspy Pitcairn przez Brytyjczyków. Jego potomkowie używali nazwiska Adams.
Brytyjscy buntownicy i ich tahitańscy towarzysze w styczniu 1790 osiedlili się na Pitcairn i spalili statek HMS Bounty. Resztki statku znajdują się w zatoce Bounty Bay. Osadnicy byli w stanie wyżywić się z uprawy roli i rybołówstwa. Początkowy okres zamieszkiwania na wyspie był naznaczony poważnymi napięciami wśród społeczności – w efekcie alkoholizm, morderstwa, choroby i inne trudności spowodowały śmierć większości mężczyzn.

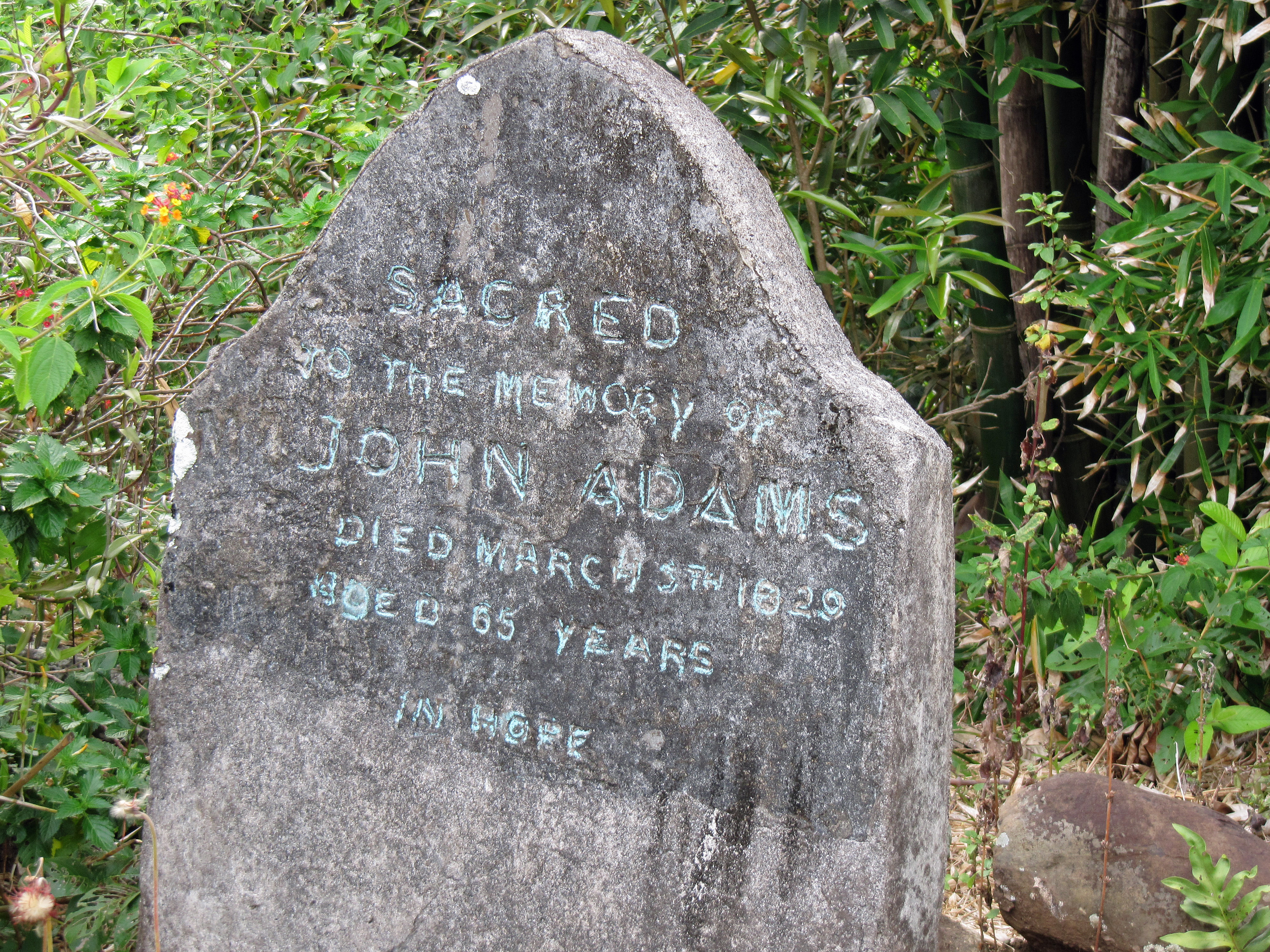
Nagrobek Johna Adamsa

W 1799 John Adams, Ned Young i Matthew Quintal byli ostatnimi żyjącymi buntownikami. Największe zagrożenie dla mieszkańców swoimi pogróżkami stwarzał Quintal, dlatego też Adams i Young upili go i zamordowali siekierą. Następnie Adams i Young, wykorzystując egzemplarz Biblii ze statku HMS Bounty, rozpoczęli tworzenie nowej wspólnoty. Do uczenia dzieci czytania i pisania również wykorzystywali ten egzemplarz Biblii. Po śmierci Younga Adams kontynuował edukację dzieci i kobiet na wyspie. Mieszkańcy wyspy nawrócili się na chrześcijaństwo, a po misji adwentysty Johna Taya w latach 90. XIX w. przyjęli adwentyzm.
Kiedy amerykański okręt Topaz dopłynął do wyspy Pitcairn w 1808 Adams został objęty amnestią. W 1825 ożenił się z Mary, która urodziła ich jedynego syna George’a.
Na jego cześć główna osada i stolica wyspy została nazwana Adamstown.